# Iglesia de San Martín (Aransa)
La iglesia de San Martín es un edificio situado en la entidad de población española de Aransa, en la provincia de Lérida.

## Descripción
El edificio se encuentra en la entidad de población española de Aransa, del municipio de Lles, perteneciente a la provincia de Lérida, en la comunidad autónoma de Cataluña. Se menciona como iglesia parroquial del lugar en el segundo volumen del Diccionario geográfico-estadístico-histórico de España y sus posesiones de Ultramar de Pascual Madoz, donde aparece descrita con las siguientes palabras:

una igl. parr. bajo la advocacion de San Martin, de la cual es aneja la del pueblo de Traveseras; se halla servida por un cura párroco y 2 beneficiados de sangre, y el curato de la clase de rectorias y de 2.º ascenso, se provee por S. M. ó por el diocesano, segun los meses en los que ocurre la vacante, pero siempre por oposicion en concurso general.
(Madoz, 1845, p. 446)